# Leptogenys hanseni
Leptogenys hanseni é uma espécie de formiga do gênero Leptogenys, pertencente à subfamília Ponerinae.